# Jinsekikōgen
Jinsekikōgen (神石高原町, Jinsekikōgen-chō) est un bourg du district de Jinseki, dans la préfecture de Hiroshima au Japon.

## Géographie

### Démographie
Au 1er août 2014, la population de Jinsekikōgen s'élevait à 9 415 habitants répartis sur une superficie de 381,81 km2.